# 豊来家大治朗
豊来家 大治朗（ほうらいや だいじろう、1978年3月11日 - ）は、兵庫県高砂市出身の太神楽曲芸師。
本名、井村 大二朗。魚座のA型。
兵庫県立農業高校出身。専門学校、社会人を経てラッキー幸治に入門。
芸風は師匠譲りの大技から伝統的な太神楽曲芸まで豊富で、日本でただ一人とされる「剣の輪くぐり」を最も得意とする。
キリスト教の洗礼を受けているプロテスタントのキリスト教徒でもある。
趣味は料理、ぬいぐるみ。ラコステというワニのぬいぐるみを一番気に入っている。
私生活では2011年3月11日、落語家で天台宗僧侶の露の団姫と結婚。2014年4月22日に第一子となる男児が誕生。
尼崎市男女共同参画推進員を務める。

## 活動
天満天神繁昌亭などの寄席以外にも、防災、発達障害、男女共同参画などの講演活動も行う。
バラエティー番組に出演することもある。

## 主な出演

### テレビ
- モーニングバード（テレビ朝日）
- ラブぎゃっぷる（日本テレビ）
- お坊さんバラエティーぶっちゃけ寺（テレビ朝日）
- BS時代劇 立花登青春手控え３（NHK-BSプレミアム）
- 痛快！明石家電視台 「実際どうなん!?夫が妻を好きすぎる夫婦」(2020年2月3日、MBSテレビ）
- かんさい情報ネットｔｅｎ．（読売テレビ）